# Досо Касчи (Бергамо)
Досо Касчи је насеље у Италији у округу Бергамо, региону Ломбардија.
Према процени из 2011. у насељу је живело 45 становника. Насеље се налази на надморској висини од 624 м.